# Завоя (Польща)
Завоя (пол. Zawoja) — село в Польщі, у гміні Завоя Суського повіту Малопольського воєводства. Населення — 6483 особи (2011).

## Демографія
Демографічна структура станом на 31 березня 2011 року:
|          | Загалом | Допрацездатний вік | Працездатний вік | Постпрацездатний вік |
| -------- | ------- | ------------------ | ---------------- | -------------------- |
| Чоловіки | 3291    | 760                | 2175             | 356                  |
| Жінки    | 3192    | 656                | 1808             | 728                  |
| Разом    | 6483    | 1416               | 3983             | 1084                 |